# Казански поток
Казански поток је десна притока Дунава, улива се један километар узводно од Доњег Милановца. Дужине је 5,7km, површине слива 7km², извире на 470 м.н.в. и тече у правцу југозапад—североисток.
Ушће је претворено у мањи залив, дужине 130m. Услед клизишта, преграђивањем потока, 2km од ушћа формирано је језеро Казанског потока површине 4.000m². Језеро није уређено, али га локално становништво користи за излете.
Слив реке се налази у оквиру НП Ђердап.